# روز باکسینگ (فیلم ۲۰۰۷)
«روز باکسینگ» (انگلیسی: Boxing Day (2007 film)) یک فیلم به کارگردانی کریو استندرز است که در سال ۲۰۰۷ منتشر شد.